# Hexagonia dermatiphora
Hexagonia dermatiphora är en svampart som beskrevs av Lloyd 1911. Hexagonia dermatiphora ingår i släktet Hexagonia och familjen Polyporaceae.   Inga underarter finns listade i Catalogue of Life.